# Wąpielsk (gemeente)
De gemeente Wąpielsk is een landgemeente in het Poolse woiwodschap Koejavië-Pommeren, in powiat Rypiński.
De zetel van de gemeente is in Wąpielsk.
Op 30 juni 2004 telde de gemeente 4193 inwoners.

## Oppervlakte gegevens
In 2002 bedroeg de totale oppervlakte van gemeente Wąpielsk 93,78 km², waarvan:
- agrarisch gebied: 71%
- bossen: 20%

De gemeente beslaat 15,97% van de totale oppervlakte van de powiat.

## Demografie
Stand op 30 juni 2004:
| Omschrijving                   | Totaal | Totaal | Vrouwen | Vrouwen | Mannen | Mannen |
| ------------------------------ | ------ | ------ | ------- | ------- | ------ | ------ |
| eenheid                        | aantal | %      | aantal  | %       | aantal | %      |
| inwoners                       | 4193   | 100    | 2114    | 50,4    | 2079   | 49,6   |
| bevolkingsdichtheid (inw./km²) | 44,7   | 44,7   | 22,5    | 22,5    | 22,2   | 22,2   |

In 2002 bedroeg het gemiddelde inkomen per inwoner 1209,84 zł.

## Plaatsen in de gemeente Wąpielsk
Bielawki, Długie, Kiełpiny, Kierz Półwieski, Kupno, Lamkowizna, Łapinóż-Rumunki, Łapinóżek, Półwiesk Duży, Półwiesk Mały, Radziki Duże, Radziki Małe, Ruszkowo, Tomkowo, Wąpielsk.

## Aangrenzende gemeenten
Bobrowo, Brodnica, Brzuze, Golub-Dobrzyń, Osiek, Radomin, Rypin

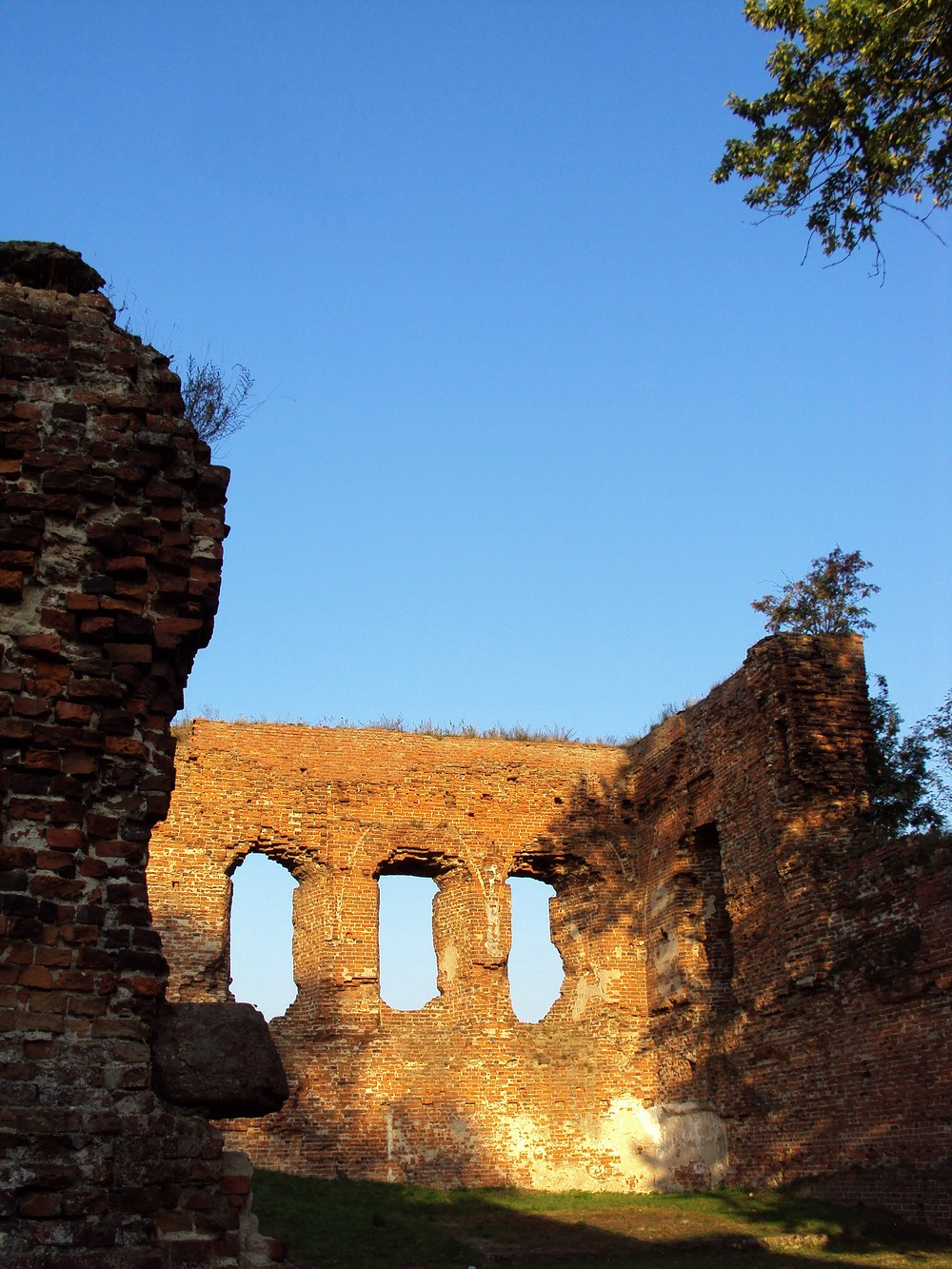
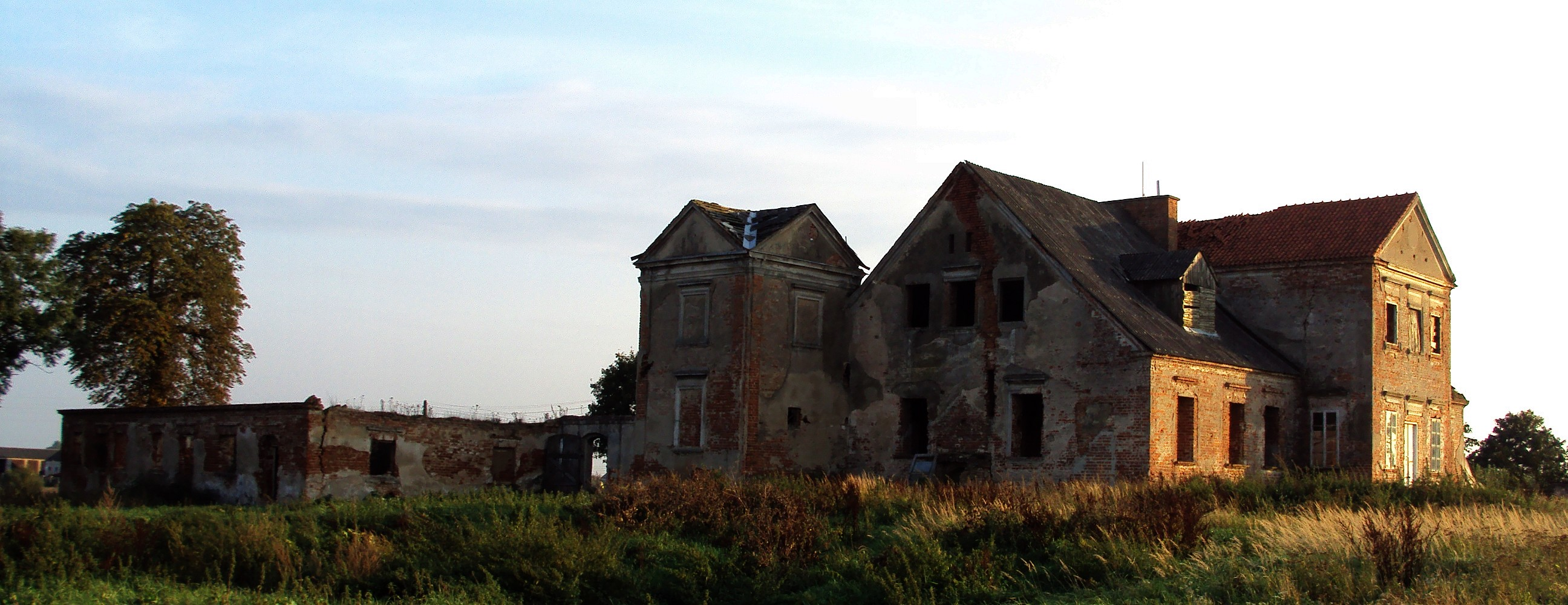
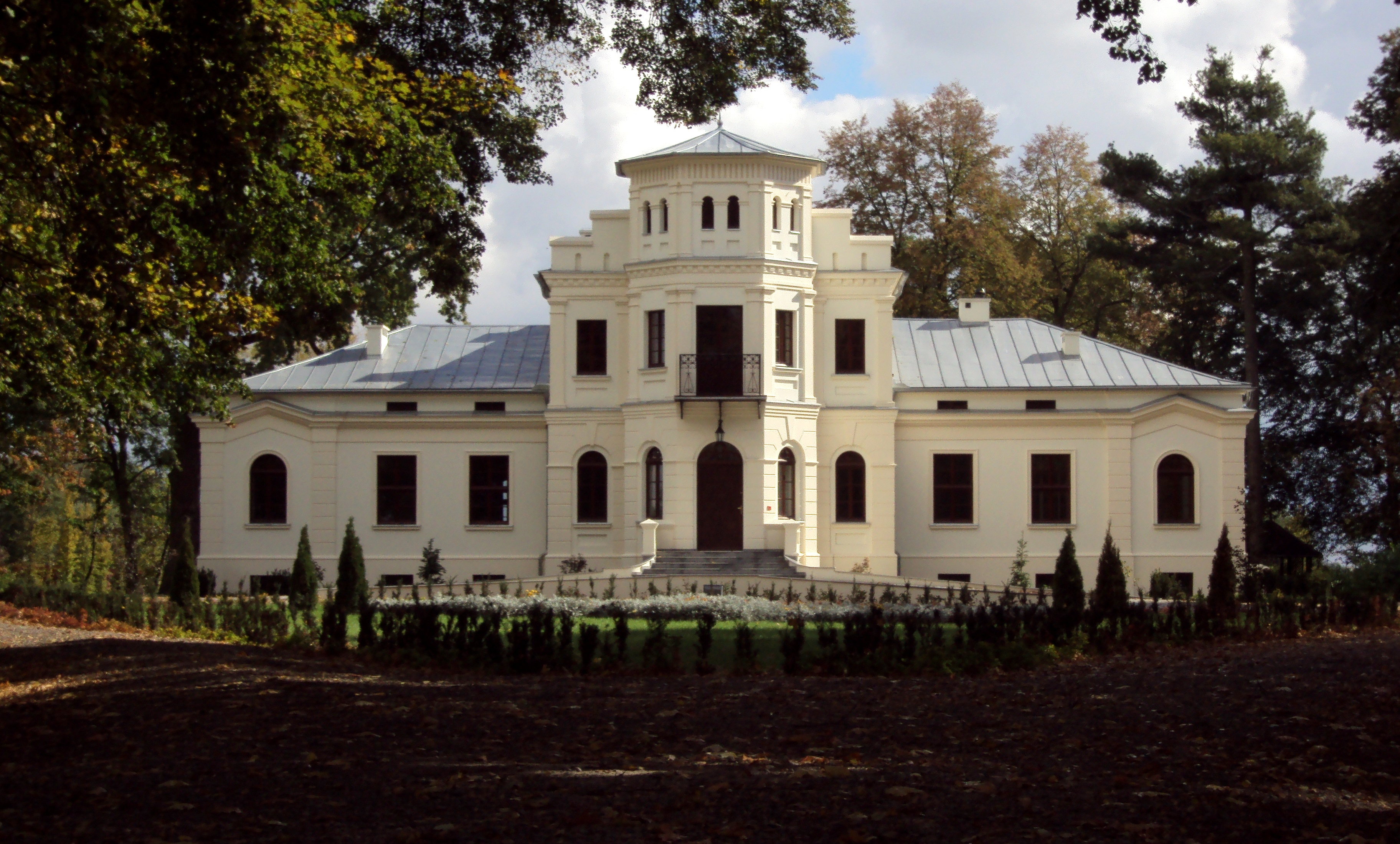